# Itame inaptata
Itame inaptata là một loài bướm đêm trong họ Geometridae.